# Kim Ji-hyeon
Kim Ji-hyeon (김지현?; Changwon, 2 febbraio 1985) è un'ex cestista sudcoreana.

## Carriera
Con la Corea del Sud ha disputato i Giochi olimpici di Atene 2004 e i Campionati asiatici 2007.